# Callopistria fimbripes
Callopistria fimbripes là một loài bướm đêm trong họ Noctuidae.